# Гаврилково (Татарстан)
Гаврилково — деревня в Верхнеуслонском районе Татарстана. Входит в состав Бурнашевского сельского поселения.

## География
Находится в западной части Татарстана на расстоянии приблизительно 19 км на запад-юго-запад от районного центра села Верхний Услон на берегу залива Куйбышевского водохранилища.

## История
Деревня была основана не позже третьей четверти XVIII века на помещичьих землях. Основой хозяйственной деятельности местных крестьян было возделывание заливных лугов устья Свияги. В 1930-е годы земли деревни были коллективизированы. В советское время в деревне действовали колхозы «Коминтерн», «Правильный путь», «Заря», совхозы «Свияга», «Кураловский» и «Новая жизнь». В годы Великой Отечественной войны более 20 жителей деревни ушло на фронт и не вернулось. В послевоенные годы на склоне реки Свияги был высажен яблоневый сад. Деревня была упразднена в 1985 году в связи с ликвидацией колхозной системы, вновь зарегистрирована в 2004 году и отнесена к Бурнашевскому сельскому поселению.

## Население
Постоянных жителей было в 1782 — 43 души мужского пола, в 1859—118, в 1908—192, в 1920—234, в 1926—265. Постоянное население составляло 0 человек в 2002 году, 15 — в 2010.

## Транспорт
Прямой пригородный автобусный маршрут № 136 начал ходить от Казани до Гаврилково с середины 1990-х годов. Позже был перенумерован в № 336 и продлён до Тихого Плёса. В настоящий момент действует автобусный маршрут № 116 Казань (ост. Волгоградская) — Тихий Плёс, обслуживаемый КПАТП-1. На маршруте два рейса в день, которые осуществляются все дни кроме вторника.